# 大谷喜久藏

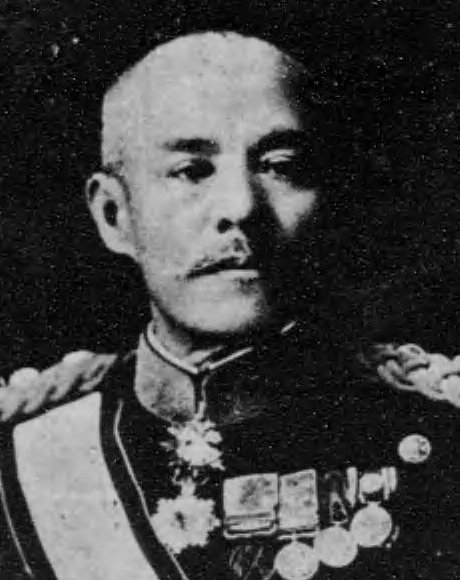

大谷喜久藏（1856年2月4日—1923年11月26日），日本陸軍軍人，華族。历任教育总監、浦盐派遣軍司令官、軍事参議官、青島守備軍司令官等职，官至陸軍大将勲一等功一級男爵。

## 生平
大谷喜久藏生于安政2年12月28日（1856年2月4日） ，是小浜藩士、藩校「順造館」教授、漢学家大谷正德的第七个儿子。明治4年（1871年）10月，入大阪鎮台彦根分营所。明治8年（1875年）12月，入陸軍士官学校，明治11年（1878年）12月毕业。翌年2月，获授陸軍步兵少尉。士官生徒第2期的同期者有第4師团長大迫尚道大将、朝鮮駐剳軍司令官井口省吾大将、第11師团長伊地知幸介中将、第13師团長長冈外史中将等。
1883年（明治16年）2月，升为步兵中尉。1886年（明治19年）3月，任仙台鎮台参謀。同年5月，升为步兵大尉。鎮台改编为師团的1888年（明治21年）5月，大谷喜久藏改称第2师团参謀。1892年（明治25年）1月，调任参謀本部第2局員。同年11月，升为步兵少佐。12月，就任步兵第8連隊大隊長。1893年（明治26年）10月，改任第6師团参謀。1894年（明治27年）10月，奉大本营之命，出征参加中日甲午战争。1895年（明治28年）4月，升为中佐。1896年（明治29年）9月25日，晋升第4師团参謀長。1897年（明治30年）10月11日，升为大佐，并就任近衛師团参謀長。翌年3月3日，任教育总监部本部部長。1900年（明治33年）4月25日，任教育总监部参謀，同年10月2日任陸軍户山学校長。
1902年（明治35年）6月21日，升为陸軍少将，并就任步兵第24旅团長。1903年（明治36年）7月2日，再度出任陸軍户山学校長。1904年（明治37年）2月5日，任第12師团兵站監。同年3月11日，任韓国駐剳軍兵站監；4月18日，任第2軍兵站監；8月8日，任步兵第8旅团長。1905年（明治38年）4月8日，任韓国駐剳軍参謀長，后又任部隊幹部。1906年（明治39年）6月1日，再度出任陸軍户山学校長，任职至1907年（明治40年）1月28日改任教育总監部参謀長。1908年（明治41年）12月19日，改任教育总監部本部長。1909年（明治42年）8月1日，升为陸軍中将后，于同年9月3日任第5師团長。1915年（大正4年）5月4日，就任青島守備軍司令官。同年11月7日，获授勲一等旭日大綬章。1916年（大正5年）11月16日，升为陸軍大将。
1917年（大正6年）8月6日，任軍事参議官。1918年（大正7年）8月9日，就任浦盐派遣軍司令官。1919年（大正8年）8月26日，担任由本部長改称的教育总監部的首长“教育总監”，同時兼任軍事参議官。1920年（大正9年）11月1日，获授勲一等旭日桐花大綬章及功一級金鵄勲章。同年12月28日，被编入预備役。同日，获授男爵爵位，列入華族。
1923年（大正12年）11月26日，大谷喜久藏逝世。大正天皇派出敕使。大谷喜久藏逝世後，其兄大谷直郎、弟弟山田信進经过商量，推辞了襲爵手续，大谷喜久藏的長子大谷正夫不袭男爵，大谷男爵家终结。